# A.K.A.
A.K.A. (acronimo di Also Known As) è l'ottavo album in studio della cantante statunitense Jennifer Lopez pubblicato il 13 giugno 2014 dall'etichetta discografica Capitol Records.
Il progetto discografico figura al suo interno i singoli First Love e le collaborazioni I Luh Ya Papi French Montana e Booty con Iggy Azalea. La critica specializzata non ha accolto positivamente il progetto, non apprezzandone la produzione e i testi, dovuto ad una generale la mancanza di innovazione.
Commercialmente ha esordito all'ottava posizione della Billboard 200, divenendo il settimo album non consecutivo a ottenere tale risultato. Tuttavia non riscosse risultati in termini di vendite, venendo considerato uno dei progetti discografici fallimentari della carriera di Lopez.

## Antefatti
Dopo la pubblicazione del settimo album in stuido Love? nel 2011 attravers Island Records, per volontà della cantante di chiudere il contratto con Epic Records, Jennifer Lopez ha dichiarato di dover ancora per contratto un progetto discografico alla Epic: «Dovrei un greatest hits alla casa discografica per contratto, oppure potrei andare avanti e iniziare un ultimo nuovo album con loro. Non ho ancora deciso».
Nell'aprile 2012 ha collaborato con Pitbull nel brano Dance Again, che come dichiarato dall'etichetta Epic, non avrebbe fatto parte di un nuovo album ma di un greatest hits. La raccolta, intitolata Dance Again... the Hits, è stata pubblicata il 20 giugno 2012 con l'annuncio del Dance Again World Tour, al termine del quale sarebbe decaduto il contratto tra l'artista e la casa discografica.
Nel novembre 2012, RedOne ha confermato di essere il produttore esecutivo del nuovo progetto discografico della cantante, facendo firmare nel 2013 un contratto discografico con la sua etichetta 2101 Records, in collaborazione con Capitol Records.

## Descrizione
A.K.A. vede Jennifer Lopez collaborare con numerosi autori e produttori, tra cui Max Martin, Ryan Tedder, Sia Furler, DJ Mustard, Future, Nas, Pitbull, French Montana, Iggy Azalea e Rick Ross. Parlando del contenuto e dei testi dell'album, la Lopez ha dichiarato che fosse ispirato al divorzio da Marc Anthony, al tema dell'amore e delle relazioni:

## Accoglienza
| Recensione           | Giudizio |
| -------------------- | -------- |
| AllMusic             |          |
| Entertainment Weekly | D        |
| Rolling Stone        |          |
| Spin                 | 5/10     |
| Slant Magazine       |          |
| The Guardian         |          |
| The Observer         |          |
| USA Today            |          |

A.K.A. ha ricevuto recensioni generalmente non positive da parte della critica specializzata, che non he ha apprezzato le scelte musicali della produzione. Su Metacritic, che assegna un punteggio normalizzato su 100 alle recensioni dei critici mainstream, l'album ha ricevuto un punteggio medio di 45, basato su dieci recensioni.
Kitty Empire del The Guardian ha affermato che il problema generale del progetto è dovuto al fatto che «ci sono così tanti produttori, oltre l'onnipresente Pitbull, che a volte il brodo è un po' privo di carattere», poiché A.K.A. «passa da una ballata potente a un hip-hop stridente», apprezzando First Love, definito «un brano EDM che esalta con dolcezza il piacere di trovare la persona giusta molto tempo dopo la prima giovinezza». Nick Murray di Rolling Stone ha notato che la Lopez «combina ed energizza suoni dance-pop per creare musica in cui vale la pena perdersi» ma che «tuttavia, sembra semplicemente persa» nell'album, riscontrando una produzione «piatta» in cui la cantante «rivendica la sua credibilità di ragazza di strada ma non offre nulla per dimostrarla e cerca goffamente la gloria».
Melissa Maerz di Entertainment Weekly ha scritto una recensione negativa, sottolineando come la Lopez stia «lavorando con creatrice di hit che si limitano a frullare il synth-pop in una schiuma senza peso che si disintegrerebbe se gli si soffiasse un bacio», criticando anche i testi definendoli «pigri». Anupa Mistry di Spin ha riportato che la Lopez ha pubblicato un'altra produzione «rozza e priva di aspetti innovativi» che la rendano musicalmente «in una sensazione simultaneamente studiata e sciatta».

## Tracce
Edizione standard
1. A.K.A. (feat. T.I.) – 3:48 (Leon Youngblood, Steven Franks, Terence Colens, Trevion Stokes, Mark Pitts, Kristina M. Stephens, Clifford J. Harris, Jr., Jennifer Lopez)
2. First Love – 3:35 (Max Martin, Ilya Salmannzadeh, Savan Kotecha)
3. Never Satisfied – 3:13 (Alejandro Salazar, Ilsey Juber, Jennifer Lopez)
4. I Luh Ya Papi (feat. French Montana) – 3:27 (Noel Fisher, Andre Proctor, Karim Kharbouch, Jennifer Lopez)
5. Acting Like That (feat. Iggy Azalea) – 3:17 (Leon Youngblood, Yoni Ayal, Terence Coles, James "JDoe" Smith, Mark Pitts, Kristina M. Stephens, Amelia A. Kelly, Jennifer Lopez)
6. Emotions – 4:13 (Chris Brown, Chantal Kreviazuk, Shama Joseph, Cory Rooney, Jennifer Lopez)
7. So Good – 3:45 (Leon Youngblood, Yoni Ayal, Taylor Parks, Yacub Kasawa, Mark Pitts, Kristina M. Stephens, Jennifer Lopez)
8. Let It Be Me – 3:46 (Harmony Samuels, Kirby Lauryen, Jennifer Lopez)
9. Worry No More (feat. Rick Ross) – 3:49 (Noel Fisher, Jake Troth, William L. Roberts II, Jennifer Lopez)
10. Booty (feat. Iggy Azalea) – 3:23 (Cory Rooney, Benny Medina, Chris Brown, Asia Bryant, Armando Perez, Thomas W. Pentz, Lewis D. Gittus, Tedra R. Wilson, Danny Omerhodie, Jennifer Lopez)

Tracce bonus edizione deluxe
1. Tens (feat. Jack Mizrahi) – 3:55 (Jovan JR Taylor, Antwan Thompson, Jennifer Lopez)
2. Troubeaux (feat. Nas) – 4:05 (Andrew Wansel, Warren Felder, Steve Mostyn, Tiyonne Mack, Ursula Yaney, Nasir Jones, Marty Balin, Paul Kanter, Jennifer Lopez)
3. Expertease (Ready Set Go) – 4:04 (Warren Felder, Steve Mostyn, Sia Furler, Jennifer Lopez)
4. Same Girl (feat. French Montana) – 4:06 (Chris Brown, Antwan Thompson, Charles Stephens III, Ryan M. Tedder, Jennifer Lopez)

Tracce bonus edizione giapponese
1. Charades – 2:52 (Leon Youngblood, Qura Rankin, Tina Davis, Kristina M. Stephens, Mark Pitts, Jennifer Lopez)
2. Girls (feat. Tyga) – 4:39 (Dijon McFarlane, Asia Bryant, Michael Stevenson, Jennifer Lopez)

## Successo commerciale
Il progetto discografico ha esordito alla posizione numero otto della Billboard 200 con 33.000 unità equivalenti ad album, segnando l'esordio più basso in termini di vendite dell'artista nel mercato statunitense. Nel Regno Unito ha esordito alla posizione numero 41 della Official Albums Chart, divenendo l'album con la più bassa posizione di ingresso in classifica della sua carriera fino ad oggi nel Paese, con 2.060 copie vendute.

### Calo delle vendite
L'insuccesso discografico dell'album in termini di vendite è stato considerato da numerosi siti web e riviste specializzate come uno dei più gravi della carriera discografica di Jennifer Lopez. Riguardo alle scarse vendite di A.K.A, Jason Lipshutz di Billboard ha commentato che l'album dimostra che Lopez è «intrappolata in un'altra epoca discografica». Ha affermato che «il debutto di 33.000 copie di A.K.A. rappresenta un momento di svolta per una superstar che sta per compiere 45 anni. [...] Lopez ha ragione quando dice di non avere più nulla da dimostrare, ma il suo sound deve svilupparsi insieme al resto della sua vita professionale». In un'analisi di Billboard degli album di fine anno 2014, A.K.A è stato selezionato come album flop dell'anno, riportando che «mentre gli album passati di J.Lo hanno esordito in posizioni di classifica più basse, il conteggio della prima settimana di A.K.A. è comunque imbarazzante» in confronto alla «molta pubblicità costosa» commissionata dalla casa discografica.

## Classifiche
| Classifica (2014) | Posizione massima |
| ----------------- | ----------------- |
| Australia         | 24                |
| Austria           | 40                |
| Belgio (Fiandre)  | 38                |
| Belgio (Vallonia) | 21                |
| Canada            | 12                |
| Croazia           | 12                |
| Francia           | 70                |
| Germania          | 24                |
| Grecia            | 4                 |
| Messico           | 33                |
| Italia            | 13                |
| Irlanda           | 51                |
| Paesi Bassi       | 39                |
| Regno Unito       | 41                |
| Spagna            | 14                |
| Stati Uniti       | 8                 |
| Svizzera          | 15                |

## Date di pubblicazione
| Paese       | Data           | Edizione          | Etichetta |
| ----------- | -------------- | ----------------- | --------- |
| Germania    | 13 giugno 2014 | Standard · deluxe | Universal |
| Paesi Bassi | 13 giugno 2014 | Standard · deluxe | Universal |
| Regno Unito | 16 giugno 2014 | Standard · deluxe | Capitol   |
| Canada      | 17 giugno 2014 | Standard · deluxe | Universal |
| Polonia     | 17 giugno 2014 | Standard · deluxe | Universal |
| Spagna      | 17 giugno 2014 | Standard · deluxe | Universal |
| Stati Uniti | 17 giugno 2014 | Standard · deluxe | Capitol   |
| Giappone    | 18 giugno 2014 | Standard          | Universal |
| Australia   | 20 giugno 2014 | Standard · deluxe | Universal |
| Brasile     | 20 giugno 2014 | Standard          | Universal |
| Francia     | 30 giugno 2014 | Standard · deluxe | Universal |